# Film Zaprudera

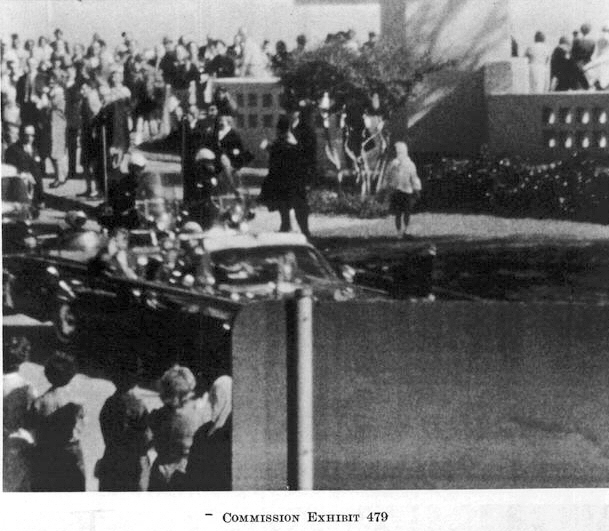
Klatka z filmu Zaprudera

Klatka z filmu Zaprudera

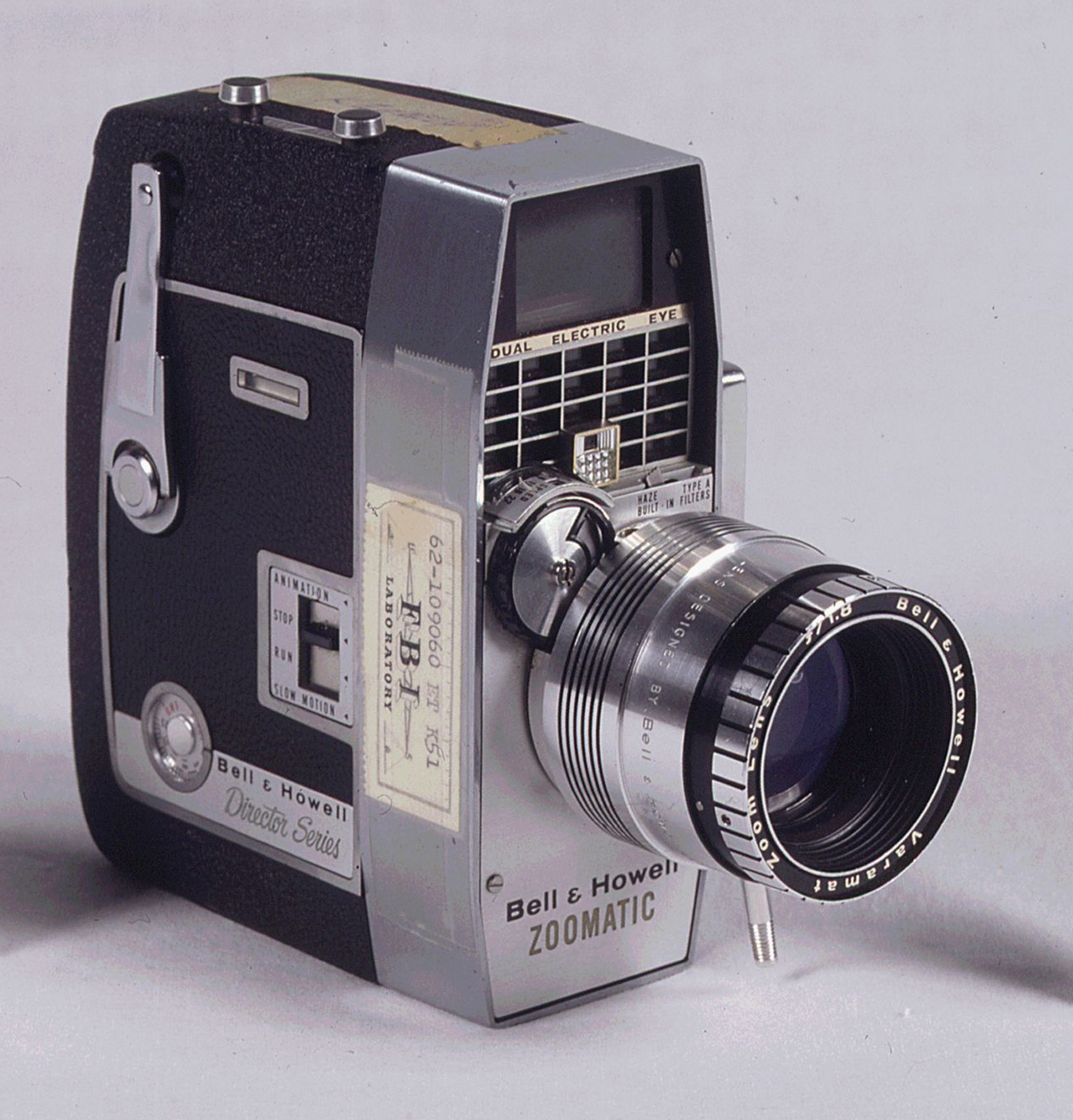
Kamera Zaprudera

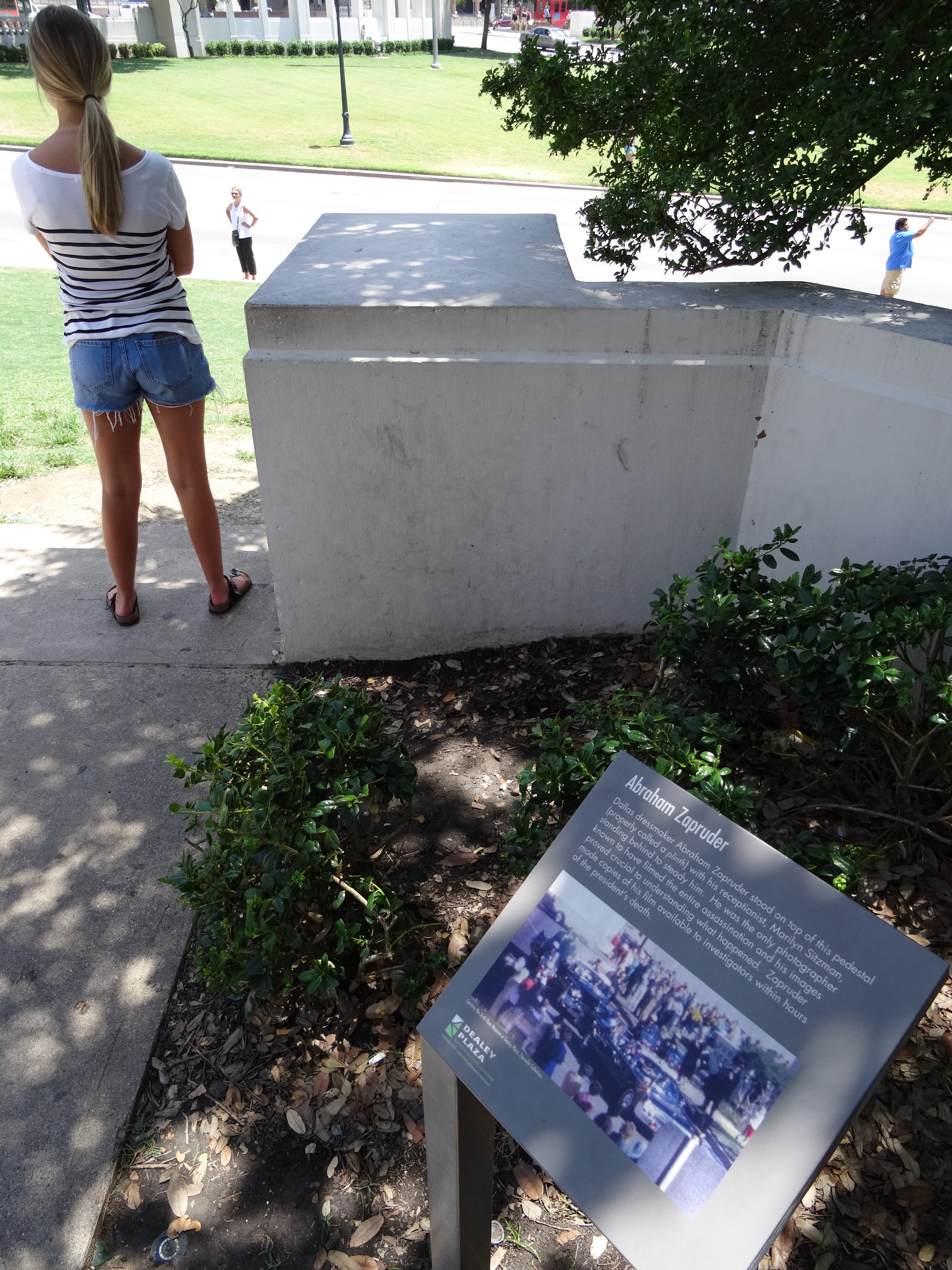
Cokół na którym stał Zapruder w trakcie nagrywania

Film Zaprudera (ang. Zapruder film) – kilkunastosekundowy, amatorski film przedstawiający zamach na amerykańskiego prezydenta Johna F. Kennedy’ego, nakręcony przez Abrahama Zaprudera 22 listopada 1963 w Dallas.
Chociaż nie jest to jedyny film z zamachu, to został on uznany za najbardziej pełny i dający stosunkowo jasny obraz całego zdarzenia. Po powołaniu komisji Warrena stał się ważnym dowodem w sprawie, jak również we wszystkich późniejszych śledztwach. Uznawany jest za jeden z najlepiej przeanalizowanych filmów w historii.

## Powstanie filmu
22 listopada 1963 Abraham Zapruder stał z kamerą Bell & Howell Zoomatic Director Series Model 414 PD na betonowym cokole przy ulicy Elm Street. Towarzyszyła mu jego sekretarka Marilyn Sitzman, która miała mu w razie potrzeby pomóc w utrzymaniu równowagi. Kiedy prezydencka limuzyna skręciła w Elm Street rozpoczął nagrywanie. Kilka sekund później w kierunku prezydenta Kennedy’ego padły strzały, z których jeden okazał się śmiertelny i trafił go w głowę.
Po zamachu Zapruder wracając do biura natknął się na reportera The Dallas Morning News, Harry’ego McCormicka, który przybiegł z pobliskiego targowiska sprawdzić co się stało. Jednak Zapruder oznajmił mu, że będzie rozmawiał jedynie z oficerami śledczymi, więc dziennikarz powiedział mu, że zna szefa Secret Service z Dallas, Forresta Sorrelsa i może przysłać go do jego biura, kiedy go odnajdzie. W tym samym czasie inny reporter przebywający na placu Dealey Plaza, Darwin Payne z Dallas Times Herald dowiedział się o filmie od sekretarki Zaprudera. Również udał się do jego biura przeprowadzić krótki wywiad i uzyskać prawa do jego publikacji. Około godziny 13:15 przybył McCormick z agentem Sorrelsem, ale Payne sprzeciwił się obecności konkurencyjnego dziennikarza, więc obaj zostali wyproszeni. W rozmowie z agentem Zapruder zgodził się przekazać film pod warunkiem, że zostanie on wykorzystany wyłącznie w śledztwie. By wywołać nagranie udali się do lokalnej stacji telewizyjnej WFAA, ale jej sprzęt okazał się niewystarczający, więc późnym popołudniem zanieśli go do laboratorium Kodaka. Film został wywołany, jednak żeby otrzymać duplikat, potrzebny był inny sprzęt, dlatego około 18:30 dostarczono go do firmy Jamieson Film Company, gdzie wykonano trzy dodatkowe kopie. Jedną z nich oraz oryginał filmu otrzymał Zapruder, a pozostałe dwie agent Sorrels, który wysłał je do Waszyngtonu.
Jeszcze tego samego dnia z Zapruderem skontaktował się redaktor magazynu Life, Richard Stolley i umówił na spotkanie. Dzień później uzyskał prawa do wydrukowania zdjęć z filmu oraz jego nagranie. 25 listopada wydawca magazynu Charles Douglas Jackson po obejrzeniu kopii, nakazał Stolleyowi nabyć do niego wszystkie prawa za 150 tysięcy dolarów plus tantiemy. Zapruder 25 tysięcy przekazał wdowie po policjancie J.D. Tippitcie, który zginął, usiłując zatrzymać domniemanego zabójcę prezydenta Lee Harveya Oswalda.
Ponieważ przed publikacją zdjęć Zapruder zobaczył na Times Square reklamę zachęcającą do kupna magazynu z fotografią przedstawiającą moment zabójstwa Kennedy’ego, nalegał na usunięcie 313 klatki filmu. 29 listopada 1963 magazyn Life opublikował trzydzieści czarno-białych zdjęć z nagrania Zaprudera, a 6 grudnia w specjalnym wydaniu zamieścił także kolorowe fotografie. W kolejnych latach były one przedrukowywane jeszcze kilka razy.

## Dalsze losy

### Komisja Warrena
Kiedy ruszyło śledztwo w sprawie zamachu, jedna z kopii którą posiadało Secret Service została użyczona FBI w Waszyngtonie. Tam 25 listopada wykonano z niej kolejną kopię, którą w styczniu 1964 badała komisja Warrena. Uznano jednak, że jej jakość jest za słaba, więc poproszono magazyn Life o oryginał. Ten został dostarczony komisji w lutym, z którego wykonano dla FBI powiększone slajdy najistotniejszych fragmentów. Później ich czarno-białe kopie otrzymali do badań także śledczy Warrena.
W październiku 1964 opublikowano 26 tomów z zeznaniami oraz dowodami zebranymi przez komisję Warrena. Tom 18 zawierał 158 czarno-białych klatek z filmu Zaprudera, z czego brakowało klatek 208–211, 207 i 212 były w widoczny sposób klejone, 314 i 315 zostały zamienione, a klatka 284 była powtórką 283. Na pytanie o te pomyłki dyrektora FBI J. Edgara Hoovera napisano w 1965 że zamiana klatek 314 i 315 wynikała z błędu w druku, gdyż w oryginalnych dokumentach komisji one nie występują. Na początku 1967 magazyn Life napisał, że cztery brakujące klatki (208–211) zostały przypadkowo zniszczone, a przyległe do nich 207 i 212 uszkodzone w laboratorium podczas wywoływania 23 listopada 1963. Dzięki kopii z oryginalnego filmu Zaprudera magazyn opublikował owe zaginione fragmenty.

### Kopie filmu
W 1967 magazyn Life zlecił firmie Manhattan Effects z New Jersey wykonanie 16 mm kopii z oryginalnego 8 mm filmu Zaprudera. Ponieważ rezultat okazał się pomyślny, czasopismo poprosiło jeszcze o 35 mm duplikaty. Moses Weitzman, który się nimi zajmował wykonał ich kilka, z czego najlepszy przekazał gazecie, a kopie próbne zachował. Rok później założył własną firmę zajmującą się obróbką filmów. W 1969 jeden z jego pracowników Robert J. Groden użył kopii Weitzmana i optycznej drukarki do zrobienia zbliżeń i zminimalizowania wstrząsów kamery.
Kiedy w 1969 prowadzący śledztwo prokurator okręgowy Nowego Orleanu, Jim Garrison postawił przed sądem biznesmena Claya Shawa zarzucając mu „przygotowywanie spisku na życie prezydenta Kennedy’ego”, nakazał wydawcy Life’a dostarczyć do sądu kopie nagrań Zaprudera. Nie udało mu się jednak zdobyć oryginalnego filmu, więc na początku 1969 po raz pierwszy zaprezentował na sali sądowej publicznie jego kopię. W tym samym czasie w Nowym Orleanie przebywał Mark Lane, który pomagał Garrisonowi w dochodzeniu. Pożyczył on jedną z kopii filmu i w miejscowym laboratorium wykonał kilka duplikatów. Niedługo potem te niskiej jakości kopie zaczęły krążyć wśród badaczy zamachu oraz dziennikarzy. Ponieważ znajdowały się w tajnym obiegu i tylko nieliczni mieli okazję je zobaczyć dodatkowo wzmogło to aurę tajemniczości wokół filmu i umocniło pogląd, że z jakiegoś powodu jest on ukrywany przed społeczeństwem.

### Prawa autorskie
W 1966 pracujący wówczas dla magazynu Life i zajmujący się sprawą zamachu Josiah Thompson, uzyskał zgodę na analizę pierwszej kopii filmu i wykonania z niej 35 mm kolorowych slajdów. Kiedy jednak usiłował wynegocjować prawa do opublikowania niektórych z nich w swojej książce Six Seconds in Dallas, magazyn odmówił choć Thompson zaproponował przekazanie całego dochodu z jej sprzedaży gazecie. W końcu opublikował ją w 1967 wraz ze szczegółowymi rysunkami najważniejszych ujęć oraz reprodukcją czterech zaginionych klatek. Time Inc. za naruszenie praw autorskich wniósł przeciwko Thompsonowi oraz jego wydawcy sprawę do sądu. W 1968 sąd orzekł, że prawa Time Inc. do filmu Zaprudera nie zostały naruszone, ponieważ odwołano się do licencji dozwolonego użytku, a pełna informacja o zamachu na prezydenta Kennedy’ego leży w interesie publicznym.
6 marca 1975 amerykańska telewizja ABC zaprosiła do programu Good Night America dwóch badaczy zamachu na Kennedy’ego, Roberta J. Grodena i Dicka Gregory’ego, którzy pierwszy raz pokazali w ogólnokrajowej telewizji nagranie Zaprudera. Doprowadziło to do tego, że wiele osób uwierzyło, iż jest to dowód na to, że śmiertelny strzał padł z przodu, a nie ze składnicy książek znajdującej się z tyłu.
9 kwietnia 1975 doszło do porozumienia między Time Inc. a spadkobiercami Zaprudera, którzy za symbolicznego dolara odkupili prawa autorskie do filmu. Time Inc. zamierzał przekazać go rządowi USA, jednak rodzina początkowo nie wyraziła na to zgody. Dopiero w 1978 przekazała go do Archiwum Narodowego w celu odpowiedniego zabezpieczenia, zachowując jednocześnie prawa autorskie. Kiedy kilka lat później Oliver Stone chciał wykorzystać go w filmie JFK (1991) zapłacił rodzinie 85 000 dolarów.
26 października 1992 prezydent George H.W. Bush podpisał dokument zwany „JFK Records Act”, w ramach którego poszukiwano do rządowych oraz historycznych celów wszystkich nagrań związanych z zabójstwem Kennedy’ego. Ich gromadzeniem zajęło się amerykańskie Archiwum Narodowe, które automatycznie zaliczyło film Zaprudera do tego zbioru, przez co stał się on własnością rządu Stanów Zjednoczonych. Spadkobiercy bezskutecznie domagali się jego zwrotu w 1993 i 1994. Ponieważ prawo wymagało uregulowania kwestii wywłaszczenia filmu postanowiono za niego zapłacić, jednakże z uwagi na jego unikalny charakter trudno było oszacować wartość. Ostatecznie w 1999 rząd odkupił go za 16 milionów dolarów, choć wszystkie prawa do niego zachowała rodzina Zaprudera. W grudniu tego samego roku spadkobiercy postanowili przekazać je muzeum The Sixth Floor Museum at Dealey Plaza, mieszczącemu się przy Dealey Plaza w Dallas, wraz z jedną z trzech pierwszych kopii filmu wywołanych 23 listopada 1963.